# بوب كيلي
بوب كيلي (بالإنجليزية: Bob Kelly)‏ (و. 1893 – 1969 م) هو لاعب ومدرب كرة قدم، من المملكة المتحدة، ولد في لانكشير، توفي عن عمر يناهز 76 عاماً.

## روابط خارجية
- بوب كيلي على موقع قاعدة بيانات كرة القدم.إي يو (الإنجليزية)
- بوب كيلي على موقع ناشيونال فوتبول تيمز (الإنجليزية)